# Церковь Святого Михаила Архистратига (Урзуф)
Урзуфская церковь Святого Михаила Архистратига — православная церковь в селе Урзуф Мангушского района Донецкой области. Построена во второй половине XIX века.

## История

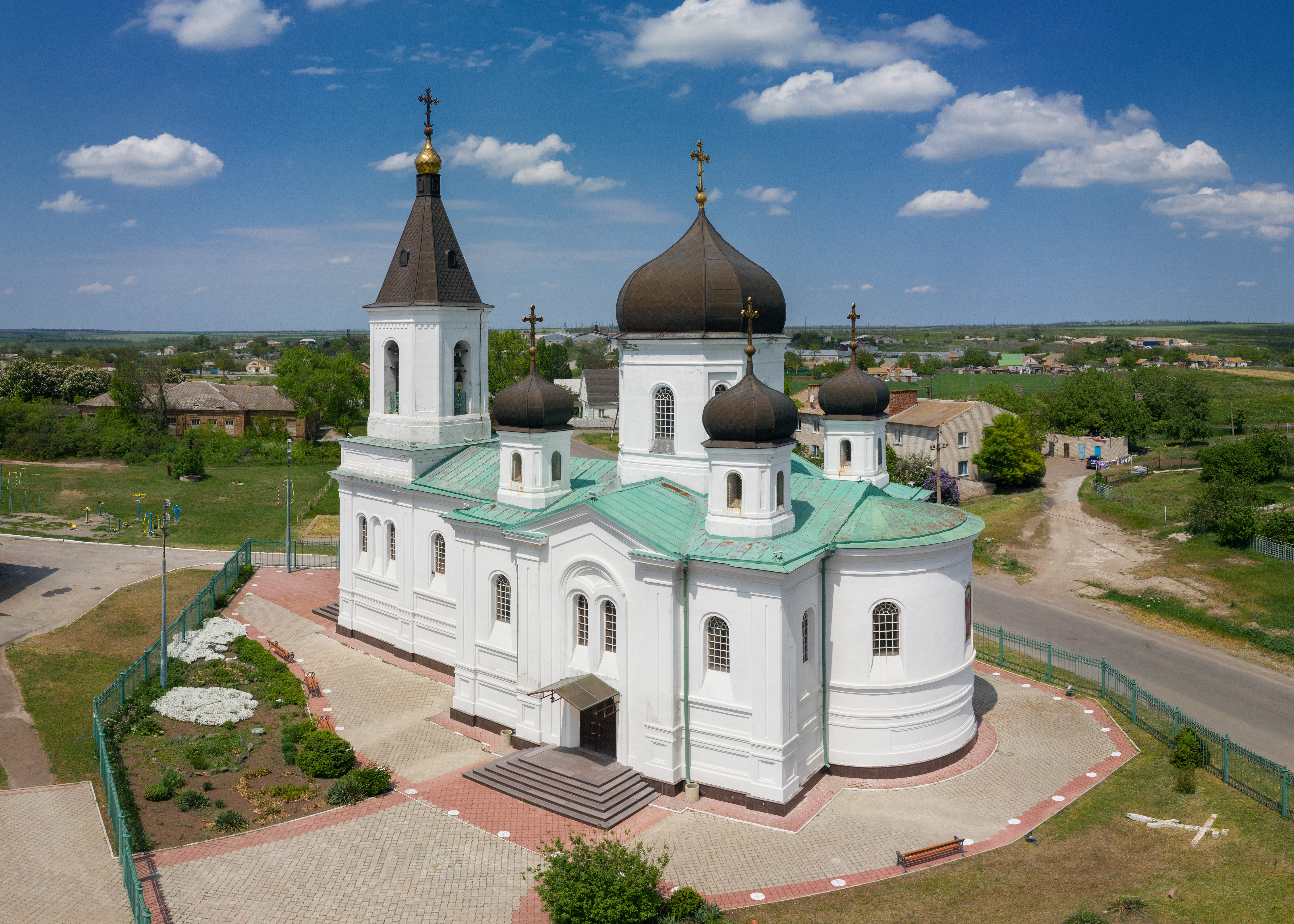
Вид с воздуха на храм

Церковь начали строить в 1860-х годах. Строилась она 14-16 лет с перерывами. Проект был составлен двумя итальянскими архитекторами. Камень для фундамента доставляли из Стародубовки, где есть каменные карьеры. Церковь строилась на средства народа. Раствор, в котором клали кирпич, делали на яичных белках, высота церкви — 33 метра, что соответствует продолжительности жизни Иисуса Христа.
Своё имя церковь унаследовала от первой церкви села, которая имела пять куполов и одну колокольню, и имела форму креста. Первым священником был Спиридон Калафатов, который вел службу и читал Закон Божий. Прослужил он до 1905 года. Первая литургия была проведена 2 августа 1876 года. В этот день в Урзуф приходили из всех греческих сёл в округе. Вокруг церкви была ограда из каменных тумб, соединённых железными прутьями с острыми пиками наверху, была сторожка. Вторым священником был Травляев Константин, прослужил до 1927—1928 лет — грек, из села Малоянисоль.
В начале 1930-х годов церковь была закрыта, а во время организации колхоза в ней устроили склад для зерна.
Немецкие оккупанты уважительно отнеслись к православной святыне, даже замаскировали, чтобы не пострадала во время авианалетов. В 1944 году, после освобождения от немецкой армии, с церкви были сняты купола и колокола и отправлены в Таганрог на плавильный завод. Здания церкви снова превратили в хранилище (зерна, минеральных удобрений, металлолома и т. п.). Работы по реставрации храма началась только в 1991 году. Первая литургия была проведена священником Павлом Олейником 2 июня 1994 года.
В связи с переводом священника Павла в Ялту в 1995 году, в июне службу начал проводить священник И. Чинида. С 25 декабря 1997 года его сменил другой священник — П. Сатюк.
Значительным событием в жизни Приазовских греков накануне 225-летия их переселения и основания греческих сёл стало завершение реставрации церкви. Ей была передана на хранение копия уникальной иконы XI века «Святой Георгий — воин с житием», принадлежавшая митрополиту Игнатию и под святым благословением которой осуществлялся переход греков-христиан из Крыма в Приазовье. Для внутреннего оформления церкви благочинный отец Николай из Мариуполя направил 50 икон для Урзуфской церкви. В течение всех работ реставрации, благочинный Мариуполя оказывали помощь.
Иконостас для храма расписала мариупольская художница Людмила Пономарева. Иконы выполнены в византийском стиле.
Сегодня церковь является гордостью жителей Урзуфа и Першотравневого района, а также исторической ценностью.

## Святыни
Престольные праздники: 21 ноября (Собор Ахистратига Божия Михаила) и 2 августа (Память Пророка Божия Илии, первое богослужение в церкви в 1876 году).
Святыни:
- Точная копия иконы Св. Георгия Победоносца с житием
- Икона Св. Игнатия Мариупольского, а также частичка его св. мощей
- Икона "Божией Матери «Панагия Бахчисарайская».